# 河島幸夫
河島 幸夫（かわしま さちお、1942年2月16日 - ）は、日本の政治学者、西南学院大学名誉教授。
専門はドイツの政治、戦争と平和、賀川豊彦研究。博士（法学）。

## 来歴
兵庫県小野市生まれ。東北大学法学部卒業後、神戸大学大学院で学ぶ。西南学院大学法学部法律学科講師、同助教授、法律学科教授、法学部国際関係法学科教授を経て、名誉教授。

## 所属
- 日本政治学会

## 著作

### 単著
- 『戦争・ナチズム・教会―現代ドイツ福音主義教会史論』新教出版社、1993年
- 『政治と信仰の間で―ドイツ近現代史とキリスト教』創言社、2005年
- 『ナチスと教会―ドイツ・プロテスタントの教会闘争』創文社、2006年

### 編著
- 『激動のドイツと国際政治』中川書店、1990年

### 共著
- （今関恒夫ほか）『教会 (近代ヨーロッパの探究)』ミネルヴァ書房、2000年

### 訳書
- W・フーバー／H・E・テート『人権の思想』新教出版社、1980年
- D・ゼンクハース『ヨーロッパ2000年』創文社、1992年